# 蘇雷瓦伊科山
16°55′49″S 70°35′52″W / 16.93028°S 70.59778°W
蘇雷瓦伊科山（Surehuayco），是秘魯的山峰，位於該國南部莫克瓜大區，由涅托元帥省的托拉塔區負責管轄，屬於安地斯山脈的一部分，海拔高度4,800米。